# Mörtel Béla (labdarúgó, 1960)
Mörtel Béla (1960. október 12. –) labdarúgó, csatár, edző. Lánya, Mörtel Renáta kézilabdázó; fia Mörtel Béla labdarúgó.

## Pályafutása
A Budafoki MTE csapatától került a Ferencvároshoz, melynek 1980 és 1983 között volt a játékosa. Egyszeres magyar bajnok és kétszeres bajnoki második a csapattal. A Fradiban 51 mérkőzésen szerepelt (46 bajnoki, 5 hazai díjmérkőzés) és 7 gólt szerzett (6 bajnoki, 1 egyéb). 1984 és 1987 között a Debreceni MVSC, 1987 és 1991 között a Rába ETO csatára volt.

## Sikerei, díjai
- Magyar bajnokság
  - bajnok: 1980–81
  - 2.: 1981–82, 1982–83